# Mesonchium janetae
Mesonchium janetae är en rundmaskart som beskrevs av John Inglis 1963. Mesonchium janetae ingår i släktet Mesonchium och familjen Comesomatidae. Inga underarter finns listade i Catalogue of Life.